# 1841
Cette page concerne l'année 1841 (MDCCCXLI en chiffres romains) du calendrier grégorien.
L'année 1841 est une année commune qui commence un vendredi.

## Événements
- 12 janvier, expédition Erebus et Terror : le Britannique James Clark Ross prend possession de la Terre Victoria en Antarctique ; il découvre la barrière de Ross (19 janvier) et l’île de Ross (28 janvier)[1].

### Afrique
- 31 janvier : la conférence des quatre puissance européennes réunie à Londres confirme la souveraineté héréditaire de Méhémet-Ali sur l'Égypte, qui perd la Syrie et la Crète qui font retour au pouvoir central ottoman[2].
- 13 février : hatti-sherif et firman du sultan qui confient à Méhémet Ali le gouvernement de l’Égypte à titre héréditaire[3].
- 22 février : Bugeaud, nommé gouverneur général de l’Algérie française, arrive à Alger (fin en 1847)[4]. Il décide la reprise des hostilités en vue d’une conquête totale de l’Algérie. L’effectif des troupes passe de 63 000 (1840) à près de 110 000 hommes. Par l’intermédiaire du « bureau arabe », Bugeaud recrute des autochtones et pose les premières bases de l’armée d'Afrique. Il encourage l’établissement de colonies. Abd el-Kader de son côté dispose de 8 000 fantassins, 2 000 cavaliers, 240 artilleurs, auxquels il faut ajouter les irréguliers (environ 50 000 cavaliers et goumiers)[5].
- 15 mars : le missionnaire britannique David Livingstone débarque à Simon's Town. Il fait son premier voyage d’exploration en Afrique (Baie d'Algoa, Kuruman, Mabotsa, Kolobeng)[6].
- 25 avril : Mayotte devient protectorat français[7].
- 4 mai : un consulat britannique est établi à Zanzibar (Atkins Hamerton)[8].
- 25 mai, Algérie : l’armée française occupe Tagdempt, puis Mascara le 30 mai[4] (la nouvelle et l’ancienne capitale de l’émir), puis Boghar, Taza et Saïda, razziant les tribus favorables à l’émir et détruisant les récoltes et les silos à grains. Abd el-Kader fait en vain appel au sultan ottoman[5].
- 16 août : Bugeaud rétablit en Algérie la « Direction des affaires arabes »  confiée au commandant Daumas[9].
- 20 août : arrivée d’une expédition montée par Thomas Fowell Buxton dans les bouches du Niger. Le gouvernement britannique fait installer à Lokoja, au confluent du Niger et de la Bénoué, une ferme modèle pour cultiver le coton qui sera un échec[10].
- 8 septembre : la France accorde aux frères Régis la concession du Fort Saint-Louis à Ouidah (Dahomey)[11].

- Côte-de-l’Or : début d’une campagne de l’Asante contre le Gonja (fin en 1844)[12].
- Adama, disciple d’Usman dan Fodio, étend sa puissance et son domaine au sud-est de l’empire de Sokoto. Il s’installe à Yola et jusqu’à sa mort (1847) il combat les tribus animistes du nord du Cameroun et son adversaire, le sultan de Mandara. Il réalise l’unité du Fombina (le sud), qui prend en son honneur le nom d’Adamaoua. Ses successeurs à Yola laisseront les émirs abandonner les conversions, piller la région, capturer les esclaves et se combattre entre eux jusqu’à l’arrivée des Européens[5].

### Amérique

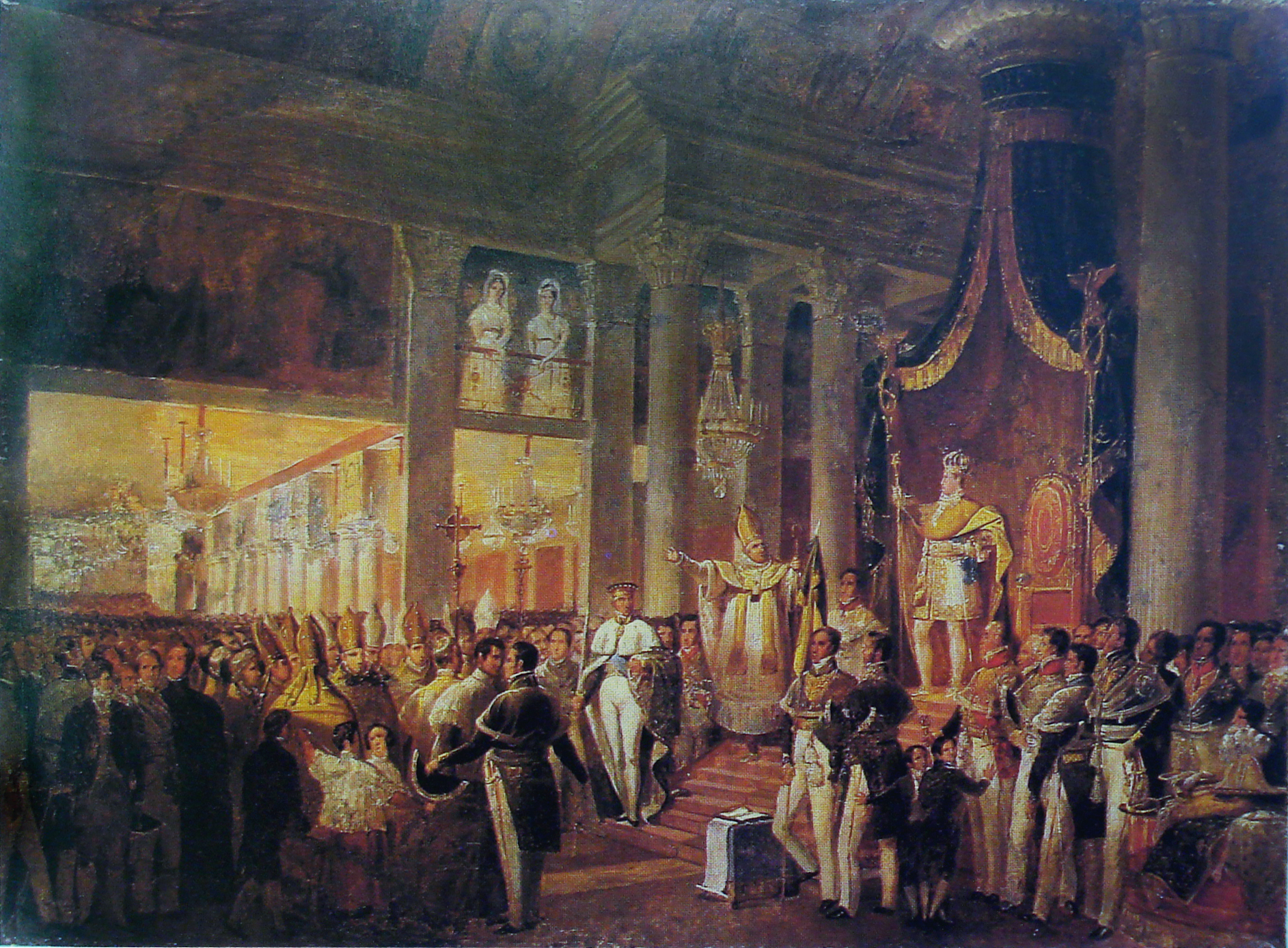
18 juillet : couronnement de Pedro II.

- 10 février : publication de l’Acte d’union qui instaure les Provinces-Unies du Canada[13].
- 4 mars-4 avril : présidence Whig de William H. Harrison aux États-Unis[14].
- 5 avril : début de la présidence Whig de John Tyler aux États-Unis (fin en 1845)[14].
- 18 juillet : couronnement de Pedro II au Brésil[15]. Il rétablit le Conseil d’État (23 novembre)[16] et réforme le code de procédure de 1832 (3 décembre)[17]. Il s’attache à imposer une politique d’expansion économique, favorable à l’aristocratie foncière et génératrice de troubles.
- 12 août : le cacique des Mosquitos prend le port de San Juan de Nicaragua avec l’aide d’une frégate britannique. La ville est rebaptisée Greytown et un protectorat Britannique est établi sur la côte des Mosquitos[18].

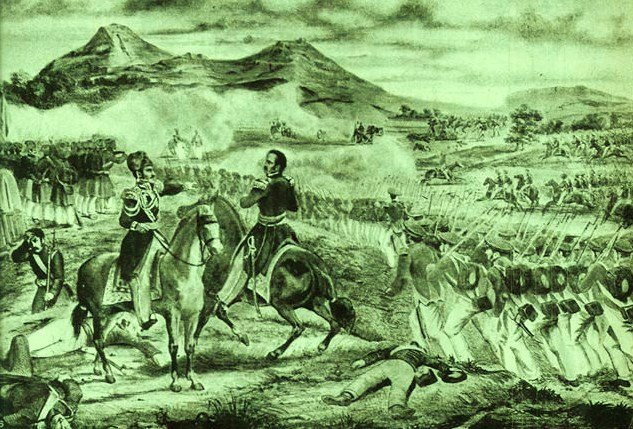
19 septembre : bataille de Famaillá.

- 18 septembre : le général Manuel Bulnes, héros de la guerre, est élu président au Chili (fin en 1851)[19]. Il ouvre dix années de stabilité politique, de croissance économique et rayonnement culturel (movimiento literario de 1842). Persécutés par des dictateurs comme Rosas en Argentine, des intellectuels de toute l’Amérique latine trouvent refuge au Chili, attirés notamment par la renommée du recteur de l’université nationale, Andrés Bello[20].
- 19 septembre : victoire de l’armée fédérale argentine, sous le commandement de l'ex-président uruguayen Manuel Oribe, sur les forces unitaires du général Juan Lavalle, à la bataille de Famaillá, pendant les guerres civiles argentines. Lavalle est tué dans sa fuite en Bolivie le 8 octobre. Fin de l’opposition du nord et de l’est au dictateur Juan Manuel de Rosas[21].
- 7 novembre : des esclaves embarqués à bord du Creole s’emparent du navire et mettent le cap sur les Antilles britanniques où l’esclavage a été aboli en 1833. Le Royaume-Uni refuse de rendre les esclaves, ce qui provoque une tension diplomatique avec les États-Unis (affaire de la Creole)[22].

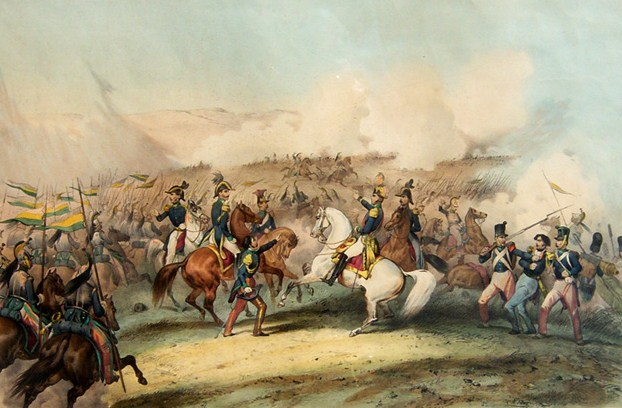
18 novembre : bataille d'Ingavi.

- 18 novembre : victoire bolivienne sur le Pérou à la bataille d'Ingavi. Le président du Pérou Agustín Gamarra est tué. Les Boliviens franchissent la frontière. Le 7 juin 1842, la paix est signée à Acera et l’armée bolivienne quitte le Pérou[23].

### Asie

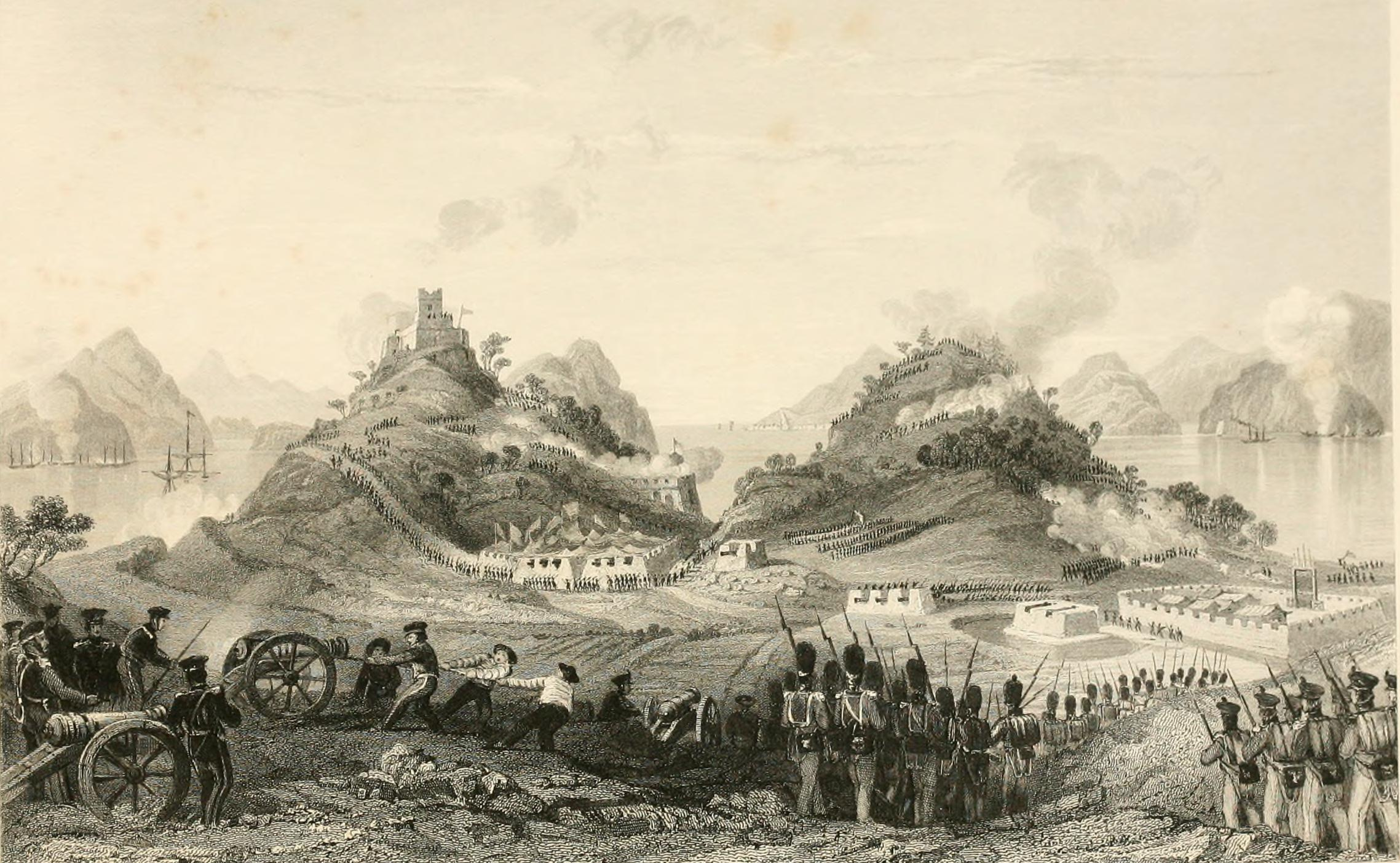
7 janvier : seconde bataille de Chuenpi.

- 20 janvier, Chine : convention de Chuenpi, négociée par Charles Elliot et Qishan après que les Britanniques ont pris Chusan et les forteresses commandant l’accès de Canton. Le Royaume-Uni obtient Hong Kong et une indemnité de six millions de dollars[24]. L'accord ne sera pas ratifié, ni par la Grande -Bretagne, ni par la Chine[25].

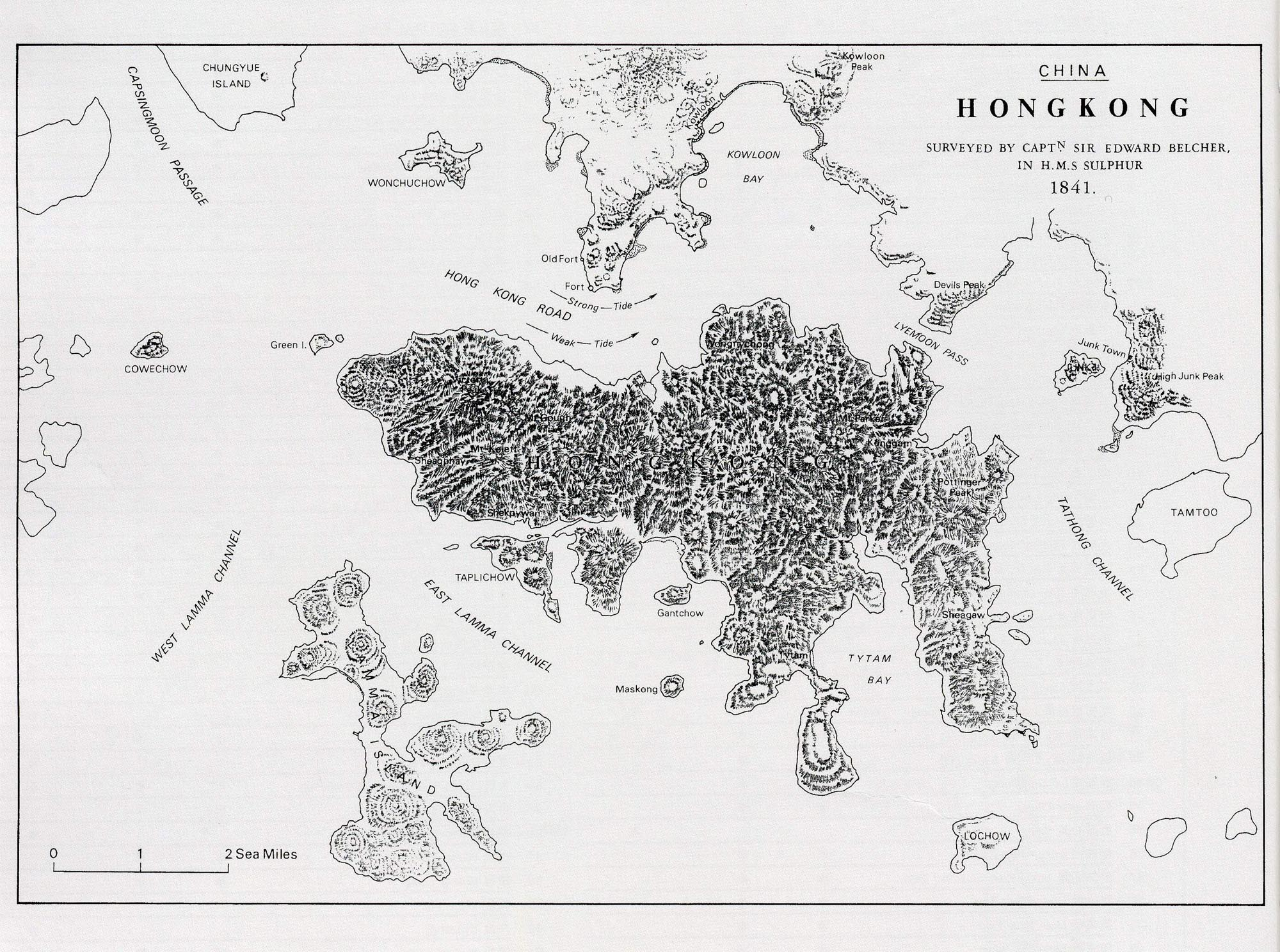
Carte de Hong Kong réalisée par Edward Belcher en 1841

- 26 janvier : un détachement naval britannique prend possession de l’île de Hong Kong[26].
- 14 février : début du règne de Thiệu Trị, empereur du Vietnam de la dynastie Nguyễn[27]. Comme son prédécesseur Minh Mang, il accentue la centralisation, ce qui provoquera des troubles lorsque les difficultés économiques s’accumuleront.

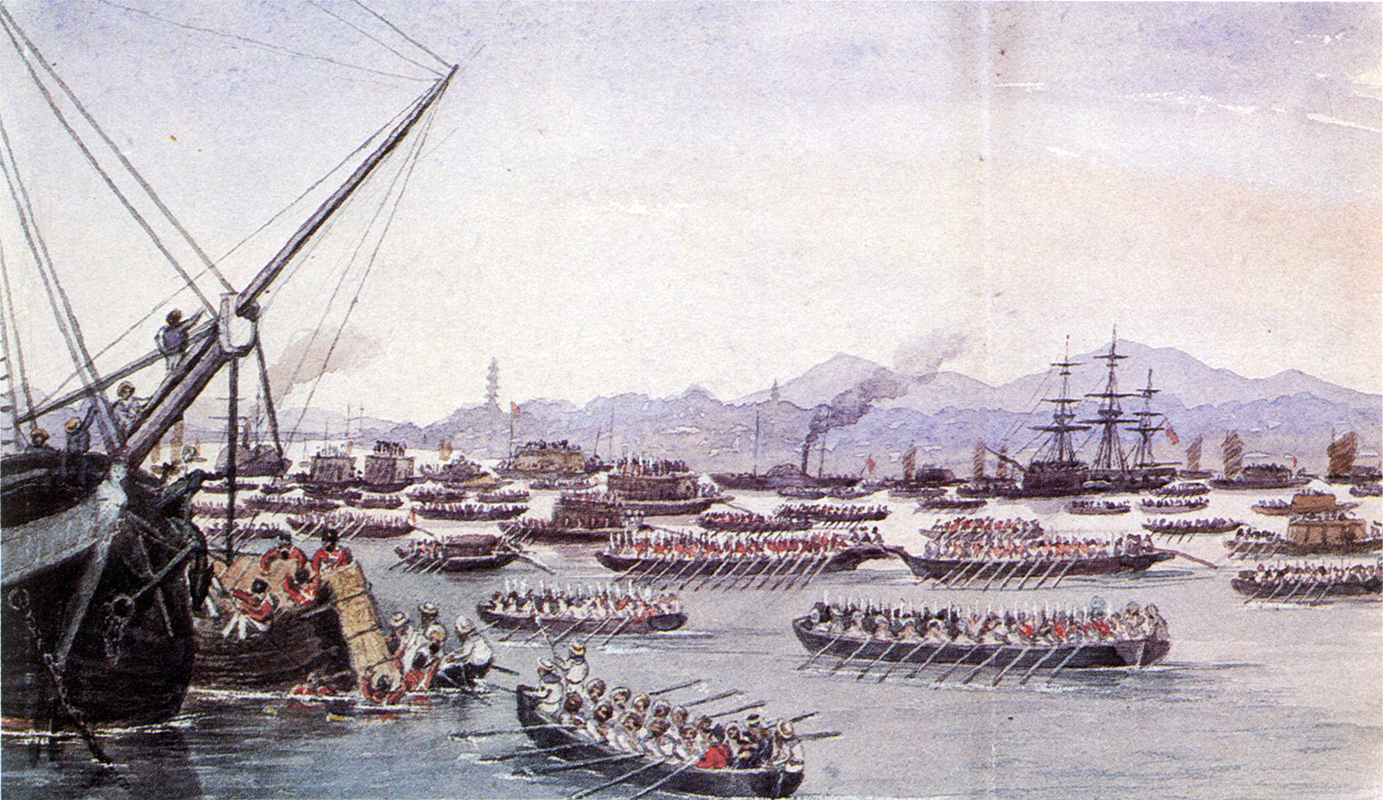
26 mai : bataille de Canton

- 26 mai : assaut des Britanniques sur Canton commandés par Hugh Gough. Les Chinois capitulent le 3 juin et acceptent de payer 600 000 dollars[28].
- 3 juillet, Japon : le ministre Mizuno Tadakuni (1794-1851) lance des réformes (dites de l’Ère Tenpō) dans l’intention de renforcer l’ordre et la condition paysanne[29] : limitation des dépenses somptuaires, censure accrue sur les œuvres licencieuses, dissolution des corporations de marchands tenues pour responsables de l’inflation.
- 13 juillet : convention de Londres portant sur les Détroits et l’Égypte, qui perd la Syrie au bénéfice de la Turquie ottomane après l’intervention des puissances européennes (traité de Londres, 15 juillet 1840)[30]. L’Égypte obtient un statut de province autonome sous l’autorité formelle du Sultan ottoman. Le gouvernement du pays est reconnu héréditaire dans la famille de Méhémet Ali avec le titre de vice-roi. L’entourage des vice-rois reste avant tout turcophone.

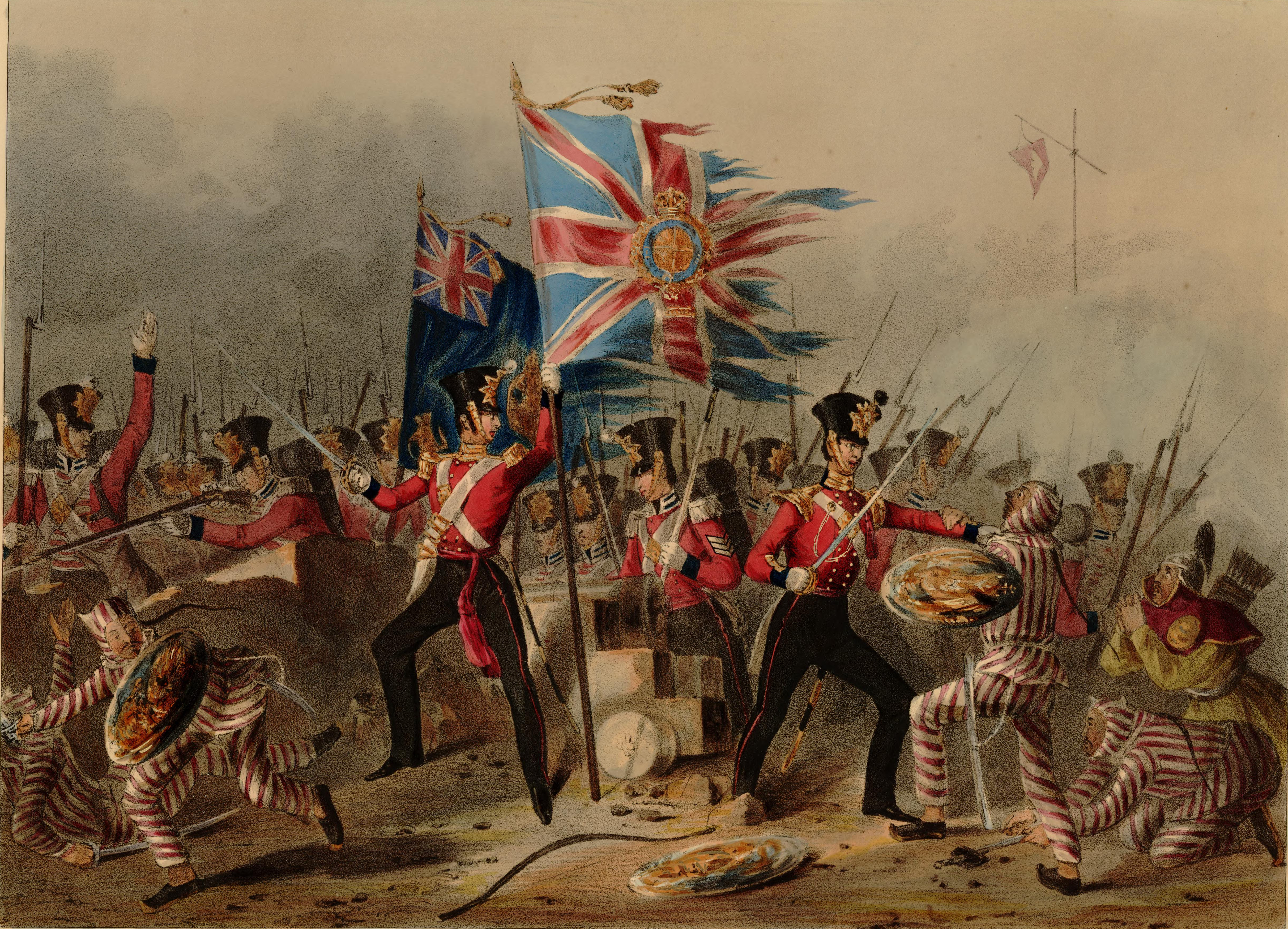
26 août : bataille d’Amoy. D’août à octobre, la flotte britannique s’empare de nombreuses villes le long du Yangzi Jiang. Les Britanniques obtiennent pour la première fois l’égalité diplomatique et la concession de Hong Kong. L’accord est dénoncé et les combats reprennent.

- 26 août : les Britanniques dirigé par l’amiral Parker et Hugh Gough s’emparent de Amoy[28].
- 24 septembre : le sultan de Brunei récompense James Brooke, un aventurier anglais qui l’avait aidé à écraser des rebelles, en lui donnant des terres et le titre de raja de Sarawak[31]. Brooke et ses successeurs, les « rajas blancs », élargissent leur territoire jusqu’aux frontières actuelles du Sarawak.
- 13 octobre, Liban : le conflit éclate entre druzes et maronites, dû aux rivalités franco-britanniques et à la politique ottomane[32]. Les druzes, soutenus par les Anglais, sont exemptés du tribut que les maronites, soutenus par la France, doivent payer au sultan.
- 2 novembre, première guerre anglo-afghane : assassinat d’Alexander Burnes[33]. Le 22 novembre, Akbar Khan (en), un fils de Dost Mohammad, arrive à Kaboul pour prendre le contrôle de l’insurrection. Il mène une révolte victorieuse contre Shah Shuja, et les garnisons anglo-indiennes stationnées dans le pays. Les Britanniques sont chassés de Kaboul en janvier 1842[34].

- Le sultan autorise la création d’un poste de grand rabbin (Hakham Bashi) de Jérusalem[35], une des conséquences directes de l’affaire de Damas.

### Europe
- 2 janvier, Hongrie : parution du premier numéro de la gazette de Pest (Pesti Hírlap), journal libéral dirigé par Kossuth. Kossuth attaque violemment l’Autriche et rompt avec István Széchenyi (1791-1860), jugé trop modéré[36]. Une presse de qualité, imitée de la presse britannique, se développe en Hongrie. Les associations, clubs et sociétés d’encouragement de citoyens se multiplient (au moins 250 en 1840).
- 21 février : fin de l’occupation de république de Cracovie par les trois puissances protectrices, la Prusse, l’Autriche et la Russie[37].
- 22 février : début d’un soulèvement populaire en Crète contre le retour de la domination ottomane[38]. La révolte tourne court et la Crète passe aux Ottomans en application des accords conclus par la Quadruple-Alliance et la France lors de la conférence de Londres du 13 juillet.
- 22 mars : loi sur le travail des enfants dans les manufactures en France[39].
- 3 avril : loi affectant un crédit de 140 millions à la construction des fortifications de Paris[40].
- 13 avril : démission du cabinet libéral de Joseph Lebeau, en Belgique, à la suite des débats sur l’enseignement et l’Église. Début du cabinet de coalition libéral et catholique de Jean-Baptiste Nothomb (fin en 1845)[41].
- 22 mai : soulèvement paysan en Gourie[42].
- 31 mai, France : exécution de Darmès, auteur de l’attentat manqué du 15 octobre 1840[43].
- 13 juillet : une convention internationale sur les Détroits, signée à Londres entre les cinq puissances (Angleterre, Autriche, France, Prusse, Russie), solde définitivement la question d’Orient[30]. Elle ferme le Bosphore à tous les vaisseaux de guerre et confirme la souveraineté héréditaire de Méhémet-Ali sur l’Égypte.
- 30 août : chute du ministère libéral Melbourne. Début du ministère whig de Sir Robert Peel, Premier ministre du Royaume-Uni (fin en 1846)[3]. Le conservateur Robert Peel, leader d’un parti favorable au protectionnisme, commence néanmoins une politique de réduction des taxes à l’importation. Il doit faire face au mouvement chartiste qui se restructure en fondant la National Charter Association.

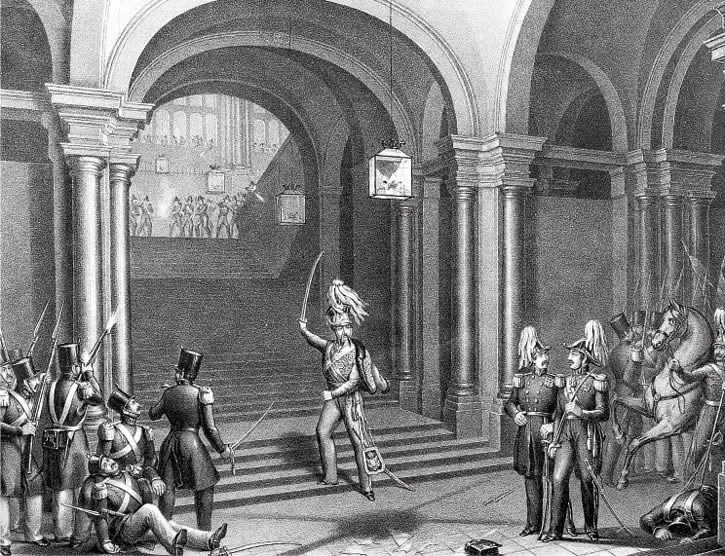
7 octobre : assaut du Palacio Real de Madrid.

- 11 - 18 septembre : troubles à Paris[44]. Le 13 septembre, un extrémiste, Quenisset, tire un coup de pistolet sur le duc d’Aumale[45].
- 18 septembre : le Conseil d’État est dissous en Pologne[46]. Le tsar revient sur le statut organique de 1832. Les institutions judiciaires, comme la cour d’appel, sont supprimées, ainsi que la monnaie polonaise.
- 7 octobre : soulèvement modéré à Madrid et à Pampelune contre le régent Espartero, mené par les généraux Diego de León, O'Donnell et Concha[47]. Après l’échec de sa tentative de prise du Palacio Real de Madrid, Diego de León est exécuté le 15 octobre.
- 20 décembre : convention franco-britannique concernant le droit de visite des navires[48].

- Russie : déportation en Transcaucasie des membres de la secte des Doukhobors[49].

## Naissances en 1841
- 11 janvier : Abd Al-Rahman al-Gillani, homme politique irakien († 13 juin 1927).
- 14 janvier : Berthe Morisot, peintre française († 2 mars 1895).
- 18 janvier : Emmanuel Chabrier, compositeur français († 13 septembre 1894).
- 20 janvier : Fortuné Viguier, peintre français († 13 janvier 1916).
- 23 janvier : Constant Coquelin, comédien français († 27 janvier 1909).
- 27 janvier : Arkhip Kouïndji, peintre russe († 24 juillet 1910).
- 28 janvier :
  - Victor Ernst Nessler, compositeur franco-allemand († 28 mai 1890).
  - Henry Morton Stanley, explorateur continent d'Afrique († 10 mai 1904).
- 30 janvier : Félix Faure futur président de la République française († 16 février 1899).
- 8 février : Camille Dufour, peintre français († 3 janvier 1933).
- 10 février :
  - Eugen Dücker, peintre romanticiste germano-estonien († 6 décembre 1916).
  - Walter Parratt, organiste et compositeur anglais († 27 mars 1924).
- 11 février : Józef Brandt, peintre polonais († 12 juin 1915).
- 12 février : Gijsbert van Tienhoven, homme politique néerlandais († 10 octobre 1914).
- 14 février : Alfred Borriglione, homme politique et avocat français († 29 août 1902).
- 16 février :
  - Armand Guillaumin, peintre français († 26 juin 1927).
  - Jacques Adrien Sauzay, peintre paysagiste français († 24 novembre 1928).
  - Thomas Scott, militaire et homme politique canadien († 11 février 1915).
- 19 février : Felipe Pedrell, musicien, compositeur et musicologue espagnol († 19 août 1922).
- 25 février : Pierre-Auguste Renoir, peintre et sculpteur français († 3 décembre 1919).
- 28 février : Albert de Mun, homme politique français († 6 octobre 1914).
- 2 mars : Félix de Vuillefroy-Cassini, artiste et entomologiste français († 1er décembre 1918).
- 6 mars : Marie-Marthe Chambon, religieuse visitandine française († 21 mars 1907).
- 13 mars : Eugène Sadoux, peintre, lithographe et aquafortiste français († novembre 1906).
- 14 mars : Émile-Louis Minet, peintre français († 28 avril 1923).
- 27 mars : Auguste Laguillermie, peintre et graveur aquafortiste français († 14 décembre 1934).
- 31 mars : Edmond Yon, graveur et peintre paysagiste français († 25 mars 1897).
- 1er avril : Henri Kowalski, compositeur français († 6 juillet 1916).
- 2 avril :
  - Clément Ader, ingénieur français, pionnier de l'aviation († 3 mars 1925).
  - George Turner, peintre britannique († 29 mars 1910).
- 3 avril : Emily L. Morton, entomologiste américaine († 8 janvier 1920).
- 13 avril : Louis-Ernest Barrias, sculpteur français († 4 février 1905).
- 18 avril : Émile Taillebois, archéologue et numismate français (†25 août 1892).
- 21 avril : Filippo Colarossi, sculpteur et peintre italien († 25 août 1906).
- 1er mai : Alfred-Édouard Billioray, personnalité de la Commune de Paris et peintre français († 27 février 1877).
- 3 mai : Ivan Pranishnikoff, peintre, illustrateur et archéologue russe († 16 avril 1909).
- 5 mai : Ernst Martin, philologue allemand († 13 août 1910).
- 10 mai : Nikolaï Makovski, peintre russe († 18 octobre 1886).
- 15 mai :
  - Giovanni Bolzoni, violoniste, compositeur et pédagogue italien († 21 février 1919).
  - Eugène Murer, peintre français  († 22 avril 1906).
- 22 mai : Catulle Mendès, écrivain français († 7 février 1909).
- 24 mai : Ferdinand Leenhoff, peintre et sculpteur néerlandais († 25 avril 1914).
- 26 mai : Wilhelm Tomaschek, géographe et orientaliste autrichien puis austro-hongrois († 9 septembre 1901).
- 30 mai : Karel Klíč, peintre, photographe et illustrateur autrichien, austro-hongrois puis tchécoslovaque († 16 novembre 1926).
- 1er juin : Mademoiselle Antonine, actrice de théâtre française († 27 juin 1925).
- 2 juin : Federico Zandomeneghi, peintre italien († 31 décembre 1917).
- 5 juin : Alberto Vianelli, peintre italien († février 1927).
- 8 juin : Alfred Le Petit, peintre, caricaturiste et photographe français († 15 novembre 1909).
- 10 juin : Eugène Claude, peintre français († 1922).
- 13 juin : Antoni Kozakiewicz, peintre polonais († 3 janvier 1929).
- 20 juin : Marius Vasselon, peintre français († 18 novembre 1924).
- 30 juin : Antoine Guillemet, peintre français († 19 mai 1918).
- 13 juillet : Leopoldo Burlando, peintre italien († 15 avril 1915).
- 25 juillet : Nélie Jacquemart, peintre et collectionneuse d'art française († 14 mai 1912).
- 2 août : Georges Montbard, caricaturiste, dessinateur, peintre et aquafortiste français († 5 août 1905).
- 24 août : Georges Jeannin, peintre de natures mortes français († 10 décembre 1925).
- 28 août : Louis Le Prince, ingénieur, chimiste et inventeur français du premier film († 16 septembre 1890).
- 8 septembre : Antonín Dvořák, violoniste, organiste, altiste, directeur du conservatoire de Prague, compositeur  († 1er mai 1904).
- 11 septembre : Jean-Baptiste Noro, peintre et anarchiste français († juin 1909).
- 20 septembre : Henri Georges Caïus Morisset, peintre portraitiste français († 26 novembre 1899).
- 28 septembre : Georges Clemenceau, homme d'État français († 24 novembre 1929).
- 2 octobre : Eugène Cottin, peintre et caricaturiste français († 7 août 1902).
- 8 octobre : Paul Guibé, sculpteur et peintre français († 20 septembre 1922).
- 10 octobre : Giuseppe Barbaglia, peintre italien († 28 mars 1910).
- 12 octobre : Léon Herpin, peintre paysagiste et sur porcelaine français († 27 octobre 1880).
- 16 octobre : 
  - Anatole Roujou, naturaliste, géologue, archéologue et anthropologue français († 14 décembre 1904).
  - Hirobumi Itō, homme politique japonais († 26 octobre 1909).
- 27 octobre : Guillaume-Marie-Joseph Labouré, cardinal français, archevêque de Rennes († 21 avril 1906).
- 3 novembre : Henri-Louis Dupray, peintre, graveur et illustrateur français († mai 1909).
- 6 novembre :
  - Armand Fallières futur président de la République française († 22 juin 1931).
  - Lucien Mouillard, historien et peintre français († 10 octobre 1924).
- 9 novembre : Édouard VII, futur roi du Royaume-Uni († 6 mai 1910).
- 12 novembre : Ladislaus von Szögyény-Marich, diplomate autrichien puis austro-hongrois († 11 juin 1916).
- 19 novembre : Adolphe-Alphonse Géry-Bichard, peintre, graveur et illustrateur français († 24 décembre 1926).
- 20 novembre :
  - Wilfrid Laurier, avocat, journaliste et homme d'État canadien († 17 février 1919).
  - François Denys Légitime, général et homme politique haïtien († 29 juillet 1935).
- 27 novembre : Lagartijo (Rafael Molina Sánchez), matador espagnol († 1er août 1900).
- 1er décembre : Jules Jacquet, graveur et peintre français († 3 mars 1913).
- 4 décembre : Paul Vayson, peintre et graveur français († 13 décembre 1911).
- 6 décembre : Frédéric Bazille, peintre français († 28 novembre 1870).
- 7 décembre : Élie Laurent, peintre français († 25 octobre 1926).
- 10 décembre : Eduardo Dalbono, peintre italien († 23 août 1915).
- 13 décembre : Julius Ruthardt, violoniste et compositeur allemand († 13 octobre 1909).
- 14 décembre : Louise Héritte-Viardot, compositrice, pianiste et cantatrice française († 17 janvier 1918).
- 20 décembre : Joseph-Marius Cabasson, peintre aquarelliste français († 4 août 1920).
- 26 décembre : Romulus Zachariah Linney, homme politique américain († 15 avril 1910).
- Date inconnue :
  - Giuseppe Boschetto, peintre italien († 1918).
  - Fatma khanum Kemina, poétesse azérie († 1898).

## Décès en 1841
- 6 janvier : Jean-Baptiste Fortin, agriculteur et homme politique canadien (° 29 décembre 1764).
- 12 janvier : Augustin-Louis Belle, peintre d’histoire français (° 1757).
- 15 janvier : Arend Friedrich August Wiegmann, zoologiste allemand (° 2 juin 1802).
- 17 février : Ferdinando Carulli, compositeur et guitariste italien (° 9 février 1770).
- 22 février : Auguste de Forbin, peintre, écrivain archéologue et administrateur français, directeur général du musée du Louvre (° 19 août 1777).
- 2 mars : Alexandre-François de La Rochefoucauld (Paris (paroisse Saint-Sulpice), militaire, diplomate et homme politique français des XVIIIe et XIXe siècles (° 26 août 1767).
- 16 mars : Félix Savart, physicien (° 30 juin 1791).
- 31 mars : Iekaterina Bakhmeteva, poétesse russe (° 1778/1779).
- 4 avril : William Henry Harrison, Président des États-Unis (° 9 février 1773).
- 11 avril : Anette Hasselgren, peintre suédoise (° 1775).
- 17 avril : Felix Papencordt, historien allemand (° 1er juin 1812).
- 29 avril : Aloysius Bertrand, poète, dramaturge et journaliste français (° 20 avril 1807).
- 7 mai : Gustave de Galard, peintre, lithographe et caricaturiste français (° 18 mai 1779).
- 1er juin : Nicolas Appert, inventeur français (° 17 novembre 1749).
- 15 juillet : Lermontov, poète et romancier russe (° 15 octobre 1814).
- 19 juillet : Jean-Louis Fournier, homme politique français (° 1769).
- 13 août : Bernhard Romberg, violoncelliste et compositeur allemand (° 13 novembre 1767).
- 27 août : Ignaz von Seyfried, musicien, chef d'orchestre et compositeur autrichien (° 15 août 1776).
- 5 septembre : Achille Pinelli, peintre italien (° 1809).
- 9 septembre : Augustin Pyrame de Candolle, botaniste suisse (° 1778).
- 9 octobre : Juan Lavalle, militaire indépendantiste espagnol puis argentin (° 20 octobre 1797).
- 5 novembre : Martin Michel Charles Gaudin, duc de Gaète, homme politique français, ministre des Finances du Consulat et de l'Empire. (° 16 janvier 1756).
- 9 novembre : Victor Audouin, naturaliste, entomologiste et ornithologue français (° 27 avril 1797).
- 23 novembre : Watanabe Kazan, peintre et lettré japonais (° 20 octobre 1793).
- 30 novembre : Charles-Louis de Keverberg de Kessel, homme politique néerlandais et belge (° 13 mars 1768).
- Date inconnue :
  - José Domínguez Bécquer, peintre espagnol (° 22 janvier 1805).
  - Antonio Beruti, militaire et homme politique espagnol puis argentin (° 2 septembre 1772).
  - Jean Suau, peintre d'histoire français (° 23 février 1755).